# Alfred Oehler (Unternehmer)

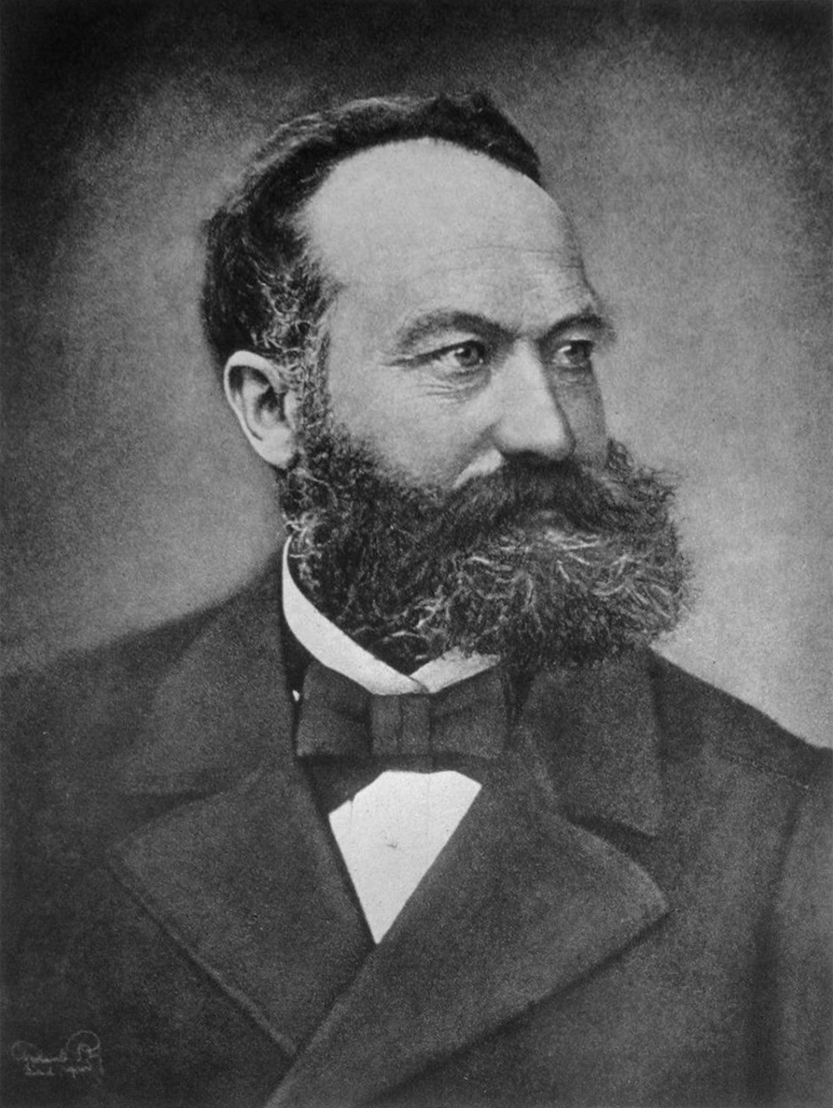
Alfred Oehler

Alfred Oehler (* 24. Mai 1852 in Aarau, Kanton Aargau; † 6. November 1900 ebenda) war ein Schweizer Maschineningenieur und Unternehmer.

## Leben und Werk
Oehler war der Sohn des Handelsmanns August Karl Georg (1826–1892) und der Bertha, geborene Frey. Sein Grossvater war Karl Gottlieb Reinhard. Oehler liess sich am Gewerbeinstitut Berlin zum Maschineningenieur ausbilden und absolvierte den praktischen Teil in den Werkstätten der Schweizerischen Centralbahngesellschaft (1871–1874) und bei der Internationalen Gesellschaft für Bergbahnen, deren Direktor Niklaus Riggenbach war. Anschliessend ging er auf Studienreisen nach Frankreich und von 1880 bis 1881 in die Vereinigten Staaten.
Oehler gründete mit seinem Studienfreund Robert Zschokke, einem Enkel von Heinrich Zschokke, am 1. März 1881 in Wildegg in gemieteten Räumlichkeiten die Maschinenwerkstätte «Oehler & Zschokke». Die Firma spezialisierte sich von Anfang an auf die Herstellung von Rollbahnen und Baumaschinen. Im gleichen Jahr heiratete Oehler Adele, geborene Osthuess.

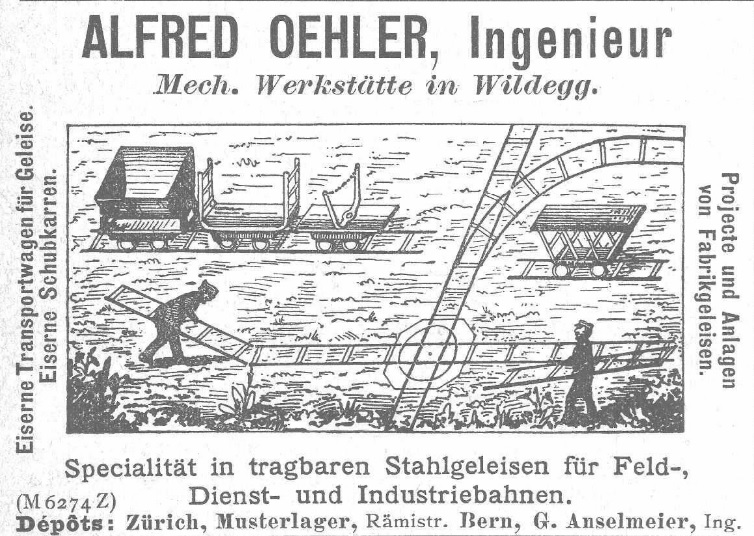
Tragbare Stahlgleise für Feld-, Dienst- und Industriebahnen, 1. Januar 1887

Als Zschokke 1883 an einem Lungenleiden verstarb, leitete in der Folge Oehler die Firma unter dem Namen «A. Oehler & Co.» als alleiniger, unbeschränkt haftender Teilhaber weiter. Dank gutem Geschäftsgang konnte er schon 1894 seine eigene Fabrik, die über einen eigenen Geleiseanschluss verfügte, beziehen. Dank den grossen Fabrikhallen konnte er nun Aufträge für grosse Transportanlagen annehmen, u. a. für den Seilbahnbau. In diese Zeit fiel auch die Neugründung einer Tiegelstahlgiesserei, deren Betrieb 1897 aufgenommen werden konnte.
Als Major des Genie-Bataillons 5 wurde er 1891 bei dem Eisenbahnunglück von Münchenstein eingesetzt und zog sich ein chronisches Nierenleiden zu. Oehler verstarb erst 48-jährig an einem Hirnschlag. Sein Sohn Alfred Oehler trat 1907 in die Eisenwerke Oehler & Co. ein, die er 1908 übernahm. Er war bis 1955 in der Geschäftsleitung und bis 1968 Verwaltungsratspräsident.